# ご飯論法
ご飯論法（ごはんろんぽう、ごはん論法）とは、提喩を用いることによって質問に正面から答えず、論点をずらす論法。「朝ご飯は食べたか」という質問を受けた際、「ご飯」の意味を故意に狭い意味として解釈し、例えばパンは食べたにもかかわらず、「ご飯（米飯、白米）は食べていない」と答えるように、質問側の意図をあえて曲解し、論点をずらし回答をはぐらかす手法である。

## 概要
2018年５月、法政大学教授の上西充子がTwitterへ３回に分けて行った投稿の内容をきっかけに、ブロガーでマンガ評論家の紙屋高雪が名付けた。国会審議でも引用された。上西が初めにTwitterで指摘したのは「働き方改革」法案をめぐる加藤勝信厚生労働大臣（当時）の答弁についてであった。主に当時の内閣総理大臣の安倍晋三ら自民党関係者が国会質疑で追及をかわすために論点をずらしたり、ごまかそうとするのを揶揄したり皮肉ったりする表現としてメディアなどでも頻繁に用いられるようになり、 2018年のユーキャン新語・流行語大賞のトップ10にも選出された。また、「大辞泉が選ぶ新語大賞」でも次点に選出されている（大賞は「空白恐怖症」 ）。
上西は安倍政権の答弁について「明らかなウソは言わないけど、本当のことも言わない。それでいて、ちゃんと答弁しているかのように錯覚させてしまう。国会の質疑がそんな"騙した者勝ち"のようになっている」と指摘している。森島賢は、ご飯論法を「安倍晋三内閣のお家芸」「論点を外して質問に答えず、時間かせぎをする答弁」「とうてい真摯な答弁とは言えず、膿を出しきる姿勢とは逆の姿勢」と非難している。ジャーナリストの池上彰は、「質問に真正面から答えず、論点をずらして逃げるという安倍政権特有の論法」としている。

## 議論・反応
- コラムニストの山口博は「ご飯論法」は政治に限らず、ビジネスの現場でも散見されると指摘した[16]。
- 2018年5月のしんぶん赤旗のコラム「きょうの潮流」では、首相の説明は「信用できない」と回答した人が7割という毎日新聞の世論調査を引用し「ご飯論法」の不誠実を非難して、国民と国会を欺き続ける安倍内閣のすべての人たちは答弁に立つ資格はないと非難している[17]。
- Jタウンネットによるアンケート調査「『流行語大賞』ノミネート30語の中で、もっとも『流行してない』と思うのは？」の2018年度版で、「流行してない」言葉として、ご飯論法が第2位に選出された[18]。
- 2018年12月の産経新聞のコラム「浪速風」では、同年の流行語大賞トップ10入りを踏まえて「そんなに流行しただろうか」とした上で、過去の「集団的自衛権」の大賞受賞と絡めて「どうやら選考委員は、賞に政治的意味を持たせたいようだ 」と締めている[19]。
- ジャーナリストの犬飼淳は、2018年当時の安倍首相の質問に無関係な回答や論点のすり替えを含んだ答弁を「信号無視話法」であるとした[20][21]。

## 安倍政権以降
「ご飯論法」を指摘した上西は、安倍内閣以後の政権についても独自の表現で批判している。安倍晋三の後に内閣総理大臣を務めた菅義偉の答弁については、何を聞かれても用意した回答を返す様子を「相手の手紙を読まずに食べる『やぎさん答弁』だった」と批判している。